# NGC 7176
NGC 7176 је елиптична галаксија у сазвежђу Јужна риба која се налази на NGC листи објеката дубоког неба.
Деклинација објекта је - 31° 59' 26" а ректасцензија 22h 2m 8,2s. Привидна величина (магнитуда) објекта NGC 7176 износи 11,5 а фотографска магнитуда 12,5. Налази се на удаљености од 37,299 милиона парсека од Сунца. NGC 7176 је још познат и под ознакама ESO 466-41, MCG -5-52-11, UGCA 423, VV 698, HCG 90B, PGC 67883.